# Villaspeciosa
Villaspeciosa är en ort och kommun i provinsen Sydsardinien i regionen Sardinien i sydvästra Italien. Kommunen hade 2 588 invånare (2017).